# ساجا فرونتير
ساجا فرونتير (بالإنجليزية:SaGa Frontier) لعبة فيديو تقمص الأدوار من تطوير شركة سكوير إنكس ونشر وتوزيع شركة سكوير وسوني إنتراكتيف إنترتينمنت ولقد صدرت لأول مره في 11 يوليو 1997 في اليابان وتعمل على عده منصات منها جهاز بلاي ستيشن.
في عام 2018 ظهرت اللعبة على جهاز بلاي ستيشن كلاسيك.

## روابط خارجية
- الموقع الرسمي
- ساجا فرونتير at Square-Enix.com (باليابانية)